# Ente Nazionale Risi
L'Ente Nazionale Risi è un ente pubblico economico sottoposto alla vigilanza del Ministero delle politiche agricole alimentari e forestali. Fu fondato nel 1931 per tutelare il settore risicolo nella sua globalità, comprese le attività industriali e commerciali ad esso connesse.
Al 2019, la sede centrale è a Milano, affiancata da una fitta rete di sedi operative decentrate in tutta l'area risicola italiana. Le attività di ricerca sono condotte presso la sede di Castello d'Agogna.

## Storia
L'ente fu concepito dal senatore novarese Aldo Rossini come contromisura alla crisi che il settore della risicoltura stava attraversando nel quinquennio 1929-33. L'istituzione fu quindi proposta al Capo del Governo il 17 settembre 1931 da una commissione costituita dal Ministro dell'Agricoltura e Foreste, dal Sottosegretario alle Cooperazioni, dal Presidente della Confederazione Nazionale Fascista degli Agricoltori e da una rappresentanza di risicoltori. Ottenuto l'appoggio del Governo, l'ente fu istituito dal R.D.L. 1237 del 2 ottobre 1931.

## Attività
Le principali attività dell'ente:

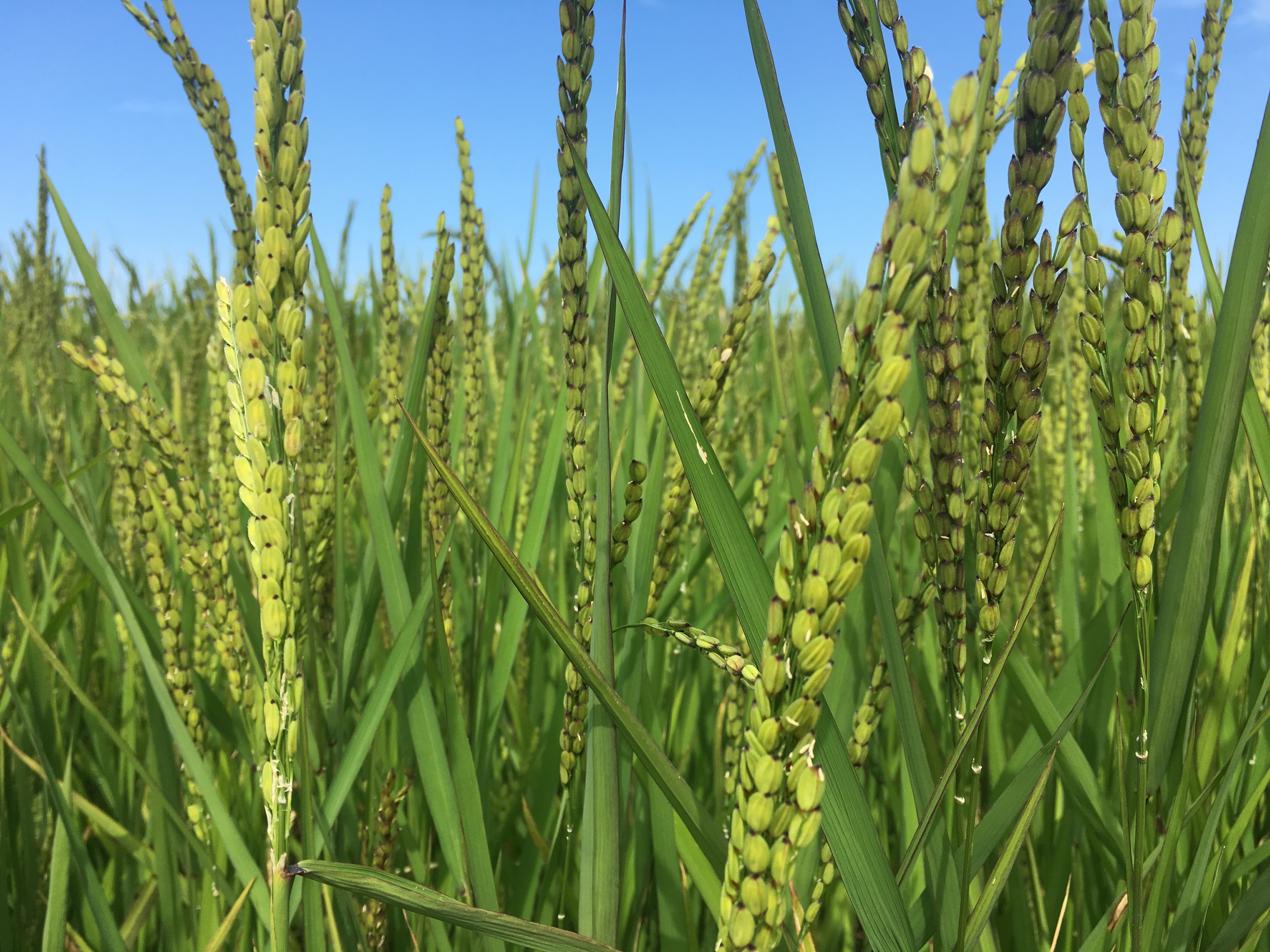
Un campo di riso nel Veronese

- raccoglie, elabora e pubblica i dati sull'andamento e sulle previsioni della produzione e del mercato del riso;
- gestisce i rapporti con le istituzioni da cui dipende il collocamento del prodotto e con le regioni interessate alla risicoltura per predisporre nuovi servizi a vantaggio dell'intera filiera;
- raccoglie le dichiarazioni che i produttori e i commercianti del riso biologico sono tenuti a rilasciare;
- promuove il consumo del riso italiano a livello sia nazionale che internazionale, svolgendo attività di divulgazione delle caratteristiche del riso italiano, del territorio produttivo e del legame della risicoltura con l'ambiente;
- svolge attività di assistenza e di consulenza alle aziende promuovendo l'aggiornamento degli operatori del settore sulle tematiche di interesse per la filiera, soprattutto la coltivazione e la trasformazione del riso;
- gestisce una banca dei semi di riso con più di 1500 campioni tramite il suo centro ricerche[10].

Per agevolare il lavoro delle mondine, in passato l'ente ha contribuito all'edificazione di asili infantili in diversi piccoli paesi ove la coltura del riso era predominante, collaborando con gli uffici pubblici di ogni comune. Alcuni esempi sono Asigliano Vercellese nel 1958, Garbagna Novarese nel 1959-60 e Nibbiola nel 1960-61.